# Гай Касий Лонгин (юрист)
 Тази статия е за юриста Гай Касий Лонгин.  За други хора с това име вижте Гай Касий Лонгин (пояснение).  
Гай Касий Лонгин (на латински: Gaius Cassius Longinus) или Касий, е един от най-видните древноримски юристи, непосредствен ученик на юриста Сабин и продължител на школата на последния, понякога наричана по негово им и касианска школа (касианци).

## Биография
Син е на Луций Касий Лонгин (консул 11 г.) и брат на Луций Касий Лонгин (консул 30 г.).
През 30 г. Гай Лонгин е суфектконсул, при Калигула е проконсул в провинция Азия, при Клавдий е легат в Сирия и заема значимо място в Сената благодарение на своите дълбоки познания в правото, както и силата на характера си.
При Нерон е изпратен в изгнание в Сардиния, където ослепява. Непосредствена причина за репресията става това, че сред изображенията на предците си, той запазва това на съименника си, който е участник в заговора срещу Юлий Цезар.
Умира в Рим, където е върнат от Веспасиан. Ползвал се е с огромен авторитет сред съвременниците си, както и сред следващите поколения юристи. Наричан е prudentissimus vir, juris auctor, Cassianäe scholae princeps ac parens.
Написал е редица юридически трактати, главни от които са Libri (или Commentarii) juris civilis. Известни са само като препратки на по-късни юристи и в „Дигести“ цитирани само като Javoleni libri XV ex Cassio. От запазените откъси е видно, че Касий, следвайки направлението на Сабин, се е явявал оригинал мислител, самостоятелен по въпросите на правото.